# 馬兆羲
馬兆羲（？—17世紀），雲南楚雄府楚雄縣人，明朝、南明政治人物。

## 生平
馬兆羲是崇禎元年（1628年）進士，任職工科給事中，負責巡查廠庫，清出盜鑄的濫錢四十餘萬。寧州土司祿永命爭奪襲位，他就請求留下撫臣王育德控制以防變亂。弘光帝繼位，改任禮科給事中兼禮部郎中，上疏請改毅宗的廟號；到隆武帝即位，徵召馬兆羲入禮科，兼任職方郎中，福京失陷後回鄉。永曆二年（1648年），孫可望命令他督學雲南，擢任為可望行營的戶部尚書，轉兵部尚書時他不應召；很快就除授禮部右侍郎，主管永曆八年的貴州鄉試。孫可望失敗投降清朝後，馬兆羲被降為國子學士，之後後事不詳。

## 引用
1. 1 2  錢海岳《南明史·卷五十七·列傳第三十三》：（馬）兆羲，楚雄人。崇禎元年進士。官工科給事中。巡廠庫，清出濫錢四十餘萬。土司祿永命爭襲，請留撫臣王育德彈壓制變。
2. ↑  錢海岳《南明史·卷五十七·列傳第三十三》：安宗立，改禮科兼禮部郎中，疏請改毅宗廟號。紹宗立，召禮科，兼職方郎中。福京亡歸。永曆二年，（孫）可望命督學雲南，累擢行營戶部尚書。改兵部，不應。旋除禮部右侍郎，典永曆八年貴州鄉試。可望敗，降國子學士。